# Livadno vrapčje sjeme
Livadno vrapčje sjeme  (bijela biserka, bijelo vrapčje sjeme, lat. Buglossoides arvensis; sin. Lithospérmum arvense), jednogodišnja biljka iz porodice Boraginaceae.

## Rasprostranjenost
Raširena je po Euroaziji (uključujući i Hrvatsku) i sjevernoj Africi, a uvezena je i u Sjevernu i Južnu Ameriku

## Opis
Jednogodišnja zeljasta biljka s jednostavnom ili razgranatom stabljikom visine 5 – 50 (90) cm. 
Listovi su dugački do 3 – 5 cm i široki 4 – 6 mm.
Cvjetovi su sakupljeni na vrhu stabljike i na krajevima grančica, bijele, rijetko blijedoplave boje.

## Ekologija i distribucija
Biljka široko rasprostranjena u Europi, Sjevernoj Africi i umjerenim dijelovima Azije. Donesena je u Ameriku, gdje se naturalizirala i raširila. Nalazi se na stjenovitim padinama, u poljima, na obradivim zemljištima i na ruderalnim staništima, a najčešća je u stepskoj zoni.
- B. arvensis
- B. arvensis
- B. arvensis
- B. arvensis

## Uporaba
Ulje sjemenki smatra se jestivim, biljka se može koristiti kao diuretik.

## Vanjske poveznice
- Plants For A Culture

|  | Zajednički poslužitelj ima još gradiva o temi Buglossoides arvensis |
|  | Wikivrste imaju podatke o taksonu Buglossoides arvensis             |